# 我が姫君に栄冠を
『我が姫君に栄冠を』（わがひめぎみにえいかんを）は、みなとそふとから2021年3月26日に発売されたアダルトゲーム。2021年9月30日には、スピンオフ作品である『我が姫君に栄冠を 将軍の誘惑』が発売された。

## あらすじ
ハイクーン大陸周辺は三つの勢力で成り立っている。北に人間が治めるグランスター帝国。南に多種族が住むタリオ連邦。そして西に天魔が棲む島ランケイジ。偶然的にも全ての勢力で若い女性が統治者である。現況は後に姫君の世紀と呼ばれるようになる。
辺境で育った主人公のシャオン・ベルナルドは育ての親である師匠から天眷と呼ばれる異能とそれを使いこなす技術を伝授された。師匠の願いはこの力を子孫にも受け継がせていくというもの。ゆえにシャオンは辺境を出て嫁探しの旅をする事になる。当代の皇帝ノア・グランスターが君臨する北のグランスター帝国か、元首代理を務めるエリンが統治する南のタリオ連邦か、あるいは天魔王クロネが支配する西のランケイジか、シャオンがどこを選ぶかはプレイヤー次第である。

## 登場人物

### 主要人物
シャオン・ベルナルド
身長180センチ。人間族。
本作の主人公。霊域と呼ばれる辺境で育った少年。素直な性格で家族を大事にしている。
実の親に捨てられた孤児だったが養父であるピガロに拾われて育てられる。ピガロからは天眷の技術や拳法の一つである『龍雲拳』を伝授された。
緑野の瑞風
対象一つの怪我や体力を徐々に回復させる天眷。契約相手は霊域にある野山の精霊。
この天眷を受けた対象は痛みを忘れて心地良い気分になる。既に元気な者にかけると一時的に生命エネルギーに溢れて身体能力が向上するが効果が切れると疲弊する。死者蘇生は出来ず、病気を治す事も不可能。
ミンジャラ
声 - 富士爆発
身長182センチ。人造神。
約七百年前に兵器として人為的に誕生した神。
人造神なので天眷は一人に付き一つというルールを無視して契約できる。天眷の火力が絶大過ぎるのとミンジャラ本人の性格が俺様主義であるため扱える者がなかなかいないので霊域に封印されていた。
しかし、シャオンが契約に成功したため共に旅をする事になる。人に見えない状態になる事も実体化する事も可能。
現世の食べ物を気に入り、食事が趣味となった。
虚ろなる神
契約者と融合して三分間だけ絶大な力をもたらす天眷。
一度使うと三日間経過しないと再び使用する事はできない。
ノア・グランスター
声 - 夏和小
身長：166センチ。B83/W52/H84。人間族。
グランスター帝国42代皇帝。陽気で人懐っこい性格の少女。
歴代最強の剣の腕の持ち主で打倒天魔族の使命に燃えている。皇帝である事に誇りと自負を持っていて帝国に相応しいリーダーである事を心がけているが会話の節々で皇帝マウントを取る癖がある。学生であるため、皇帝の公務だけでなく、ジェンマの学園で授業を受けている。
生まれた時に母のソロミアを亡くしているため、義理の母や弟、妹を気にかけていて、家族を大切に思っている。
前述の通り、剣術の才能は凄まじく、独自に編み出した剣技『玉璽剣』の使い手。その戦闘力は天魔王であるクロネと互角に渡り合うほど。ただし霊力は普通程度。
皇帝領域（エンペラーリング）
他者の天眷を寄せ付けずに無効化する結界を張る天眷。契約相手は大神メギオン。
歴代のグランスター皇帝が受け継いできた天眷で、天眷によるあらゆる攻撃が効かないが、味方の回復など自分にとって有利な天眷も無効化してしまうため、それらを受ける場合は解除している。
エリン
声 - 三咲里奈
身長：158センチ。B86/W56/H87。エルフ族。
タリオ連邦元首代理。
クロネ
声 - 明羽杏子
身長：170センチ。B94/W58/H93。天魔族。
ランケイジの天魔王。

### グランスター帝国
エスクド・パガン
声 - 小鳥居夕花
身長：180センチ。B88/W58/H89。人間族。
グランスター帝国の貴族の中でも由緒ある御三家の一つパガン家の娘。
幼き頃からノアを護る盾として育てられた。特に優れた将軍に贈られる称号『五星』の一人。ノアに絶対の忠誠を誓っており、ノアからも全幅の信頼を置かれている。
ノアと同じジェンマの学園に通っていて、常に凛とした佇まいで学問武術共に優秀。天眷の盾を使った攻防一体の戦闘術の使い手。
皇帝の御盾（パガンシールド）
盾を召喚する天眷。
この盾はあらゆるものを防ぐと言われており、さらに盾の中の空間に物を収納する事もできる。
アレクサンドラ・アルバーン
声 - 九条信乃
身長：145センチ。B70/W51/H73。人間族。
グランスター帝国貴族御三家の一つアルバーン家の娘。『五星』の一人。愛称は『アレク』。
ある人物との約束で最高の天眷師を目指している。ジェンマの学園に通っていて、ノアの学友でもある。
気位が高く、ナチュラルに人に命令するが同時に面倒見も良い。
時間操作（仮称）
時間を操る天眷。契約相手は刻の神。
時間を止めたり、対象の場所の時間を歪ませて破壊を起こしたりできる。遥か未来に行ったり、時を巻き戻したりするのは不可能。
ヨアヒム・ローグナイト
声 - 仲達
身長：180センチ。人間族。
グランスター帝国貴族御三家の一つローグナイト家の跡取り。『五星』筆頭。
母に厳しく育てられ、名門貴族でありながら驕る事なく誰にでも優しく接する紳士。ノアからの信頼も厚く、妻や子供に部下の兵士からも慕われている人格者。妻子を愛しており、ダミアンとは親友。
自部隊強化（仮称）
自部隊全ての能力を強化できる天眷。
統率力が高いヨアヒムの騎馬隊をさらに強化したそれはもはやハイクーン最強の部隊と呼ばれるほど。
ダミアン
声 - ほうでん亭センマイ
身長：185センチ。ドワーフ族と人間族のハーフ。
『五星』の一人。かつてはピガロと共に旅をしていた男。
平民出身だが凄まじい実力で敵を次から次へと薙ぎ倒し、実力で五星の地位を勝ち取った。純粋な戦士で戦いが好きで肉を食べて酒を呑み、女を抱く事が楽しみという生き様を貫く。貴族からは嫌われているが部下からの信頼は厚い。ヨアヒムとは正反対の性格だが、それ故か気が合い、親友である。
ラスト・カーネイジ
声 - 蒼井ゆず
身長：165センチ。B83/W51/H83。人間族。
『五星』の一人。冷静沈着な女性。
ナミート・ミール
声 - 花丸あすな
フォル・アズライト
声 - かわしまりの
帝国の首都で先祖代々警察を務めるアズライト家の娘。本人は警察長。
ププイ・ミュミュ・ガンヴァルース
ストーリア・ゼン
ラダ・クメン
モニク・モンテスキュー
アントン・ギュー
ヒポリット・ゼン
ラニエロ・グランスター
グランスター帝国41代皇帝。ノアの実父。
ネルビオン・グランスター
ノアの弟。母親はパンテーラでノアとは母親が違う。
マニエラ・グランスター
ラニエロとパンテーラの娘でノアとネルビオンの妹。
パンテーラ・カリノ
ロディア

### タリオ連邦
フェイブリス
レイズ・ディーサイド
ガルデニャ
ヨークシャ
シュカ
ユーミル
ペッター
メシュガー
ヌベーザ
ザガリアス
ヤーマン
チベッタ
ジエゴ
ギン
ホアナ・モンテロ
イグナシオ・カラスコ

### ランケイジ
エンドゲーム
カンニバル
ゴゥヤン
ゾアス
ミーミー
ワイル

### その他
エビータ・ベルナルド
声 - 夏空ひまわり
身長：148センチ。B78/W50/H79。人間族。
シャオンの義妹。山に捨てられた子供でピガロに拾われて辺境でシャオンと共に育った。
シャオンとの仲は良く、常に互いを気遣っている。元気いっぱいで誰に対しても物怖じせず、何事も器用にこなすので周囲から一目置かれやすい。料理の腕は抜群。シャオンの嫁探しに同行し、自身は料理人として一旗上げようとしている。
シャオンと同じくピガロの弟子であるため、拳法『龍雲拳』の使い手でもある。
サブロウ
契約しているリザード族の伝説の料理人サブロウを召喚する天眷。
料理器具もいっしょに出てくるので料理に便利な能力。サブロウは食材に詳しいので毒が入っているかどうかの区別もできる。
ピガロ・ベルナルド
声 - 左高蹴
身長：176センチ。人間族。
シャオンとエビータの養父。
若い頃は父の仇を討つ為に修行を続け、高名な天眷の使い手に学び、大陸屈指の実力者になる。仇を討った後は霊域の護り手となり、山に捨てられたシャオンとエビータを自分の子供兼弟子として育てた。
女性にコンプレックスを持っていて童貞だがそれを隠している。漬け物を作ったり、衣服を繕ったりと家庭的な趣味を持つ。
火炎操作（仮称）
炎を様々な形で自在に操る天眷。契約相手は火の神。
ウルシュラ・ペンネッタ
リボル・ペンネッタ

## 用語
天眷
神や精霊と契約する事で使用可能になる奇跡。
天眷は一人につき一つまでで、使いこなす為には術者の霊力が必要。
大禍時
ハイクーン大陸では夕方になると瘴気が満ちるため外に出てはいけない時間帯。夜になると瘴気は消える。こうなる原因は未だに不明。
魔物
敵対的な行動を取り、かつ討伐に一般的な大人が数人以上必要な個体を総じて呼ぶ存在。

## スタッフ
- 企画・シナリオ：タカヒロ
- 原画：wagi
- BGM：CHARIS-NODE
- ビジュアルサポート：みこしまつり
- エフェクトサポート：合同会社FIREWORKS